# Given (Manga)
Given  (jap. ギヴン) ist eine Manga-Serie von Natsuki Kizu, die zwischen 2013 und 2023 in Japan erschien. Sie wurde als Hörspiel und als Anime-Fernsehserie adaptiert. Das Werk ist in die Genres Romantik, Boys Love und Drama einzuordnen und handelt von der Liebe zwischen den vier Mitgliedern einer Band.

## Handlung
An seiner Oberschule trifft Ritsuka Uenoyama (上ノ山 立夏) in der Pause an seinem Rückzugsort den schüchternen Mafuyu Satō (佐藤 真冬), der dort mit einer E-Gitarre mit gerissener Saite sitzt. Ritsuka zeigt ihm, wie er die Gitarre repariert, woraufhin Mafuyu von ihm das Spielen lernen will. Ritsuka wiegelt ab und verweist ihn auf den Musikverein, doch Mafuyu lässt nicht nach und schließlich nimmt Ritsuka ihn mit zu seiner Band. Dort trifft Mafuyu die Studenten Haruki Nakayama (中山 春樹) und Akihiko Kaji (梶 秋彦) und ist von der Musik der drei begeistert. Ritsuka lässt sich überreden, Mafuyu in den Pausen etwas beizubringen. Dabei hört er, wie Mafuyu singt und will ihn daraufhin unbedingt in der Band haben. Die anderen beiden stimmen schließlich zu, nachdem auch Akihiko zufällig den Gesang hörte, und Mafuyu wird aufgenommen. Obwohl er noch viel zu üben hat, soll er beim bevorstehenden Auftritt dabei sein.
Die Band wurde einst auf Initiative von Haruki gegründet, der sich seit den ersten Tagen an der Uni in Akihiko verliebt hat. Als Haruki dann einen Schlagzeuger sucht und er bemerkt, dass Akihiko Drummer ohne Band ist, lädt er ihn sofort ein, um seine heimliche Liebe zumindest oft sehen zu können. Ritsuka lernte er bei einem Auftritt in einer Musikkneipe kennen. Der Oberschüler hatte damals bereits schon viele Jahre mit Begeisterung gespielt und sich einiges Können erarbeitet. So bildeten die Drei eine neue Band, die zwar schnell einen guten Ruf erwarb, aber mangels eines Sängers nur instrumentale Stücke spielte. Mit Mafuyu wollen sie das nun ändern.
Von einer Mitschülerin wird Ritsuka davor gewarnt, weiter Kontakt zu Mafuyu zu haben. Der habe einem Gerücht zufolge in der Mittelschule einen Liebhaber gehabt. Nachdem Mafuyu auf die Oberschule gewechselt ist, habe dieser sich umgebracht. Sie warnt Ritsuka, dass Mafuyu für ihn gefährlich sei. Der ist schockiert, aber denkt nicht daran seinen neuen Sänger zu meiden. Stattdessen schreibt Ritsuka, inspiriert von Mafuyus Gesang, ein Lied. Die Band beschließt, dass Mafuyu den Text dazu schreiben soll. Der tut sich damit schwer. Er weiß nicht, wie er seine Gefühle ausdrücken soll. Eine Begegnung mit Hiiragi Kashima, einem früheren Freund von ihm und seinem Geliebten Yuki, lässt die Erinnerungen wieder hochkommen. Zusammen mit Yagi Shizusumi waren die vier Freunde, seit sie kleine Kinder waren. Yuki hat damals Mafuyu geholfen, der sehr unter seinem gewalttätigen Vater gelitten hat. In der Mittelschule sind beide ein Paar geworden, wovon nur wenige wie Hiiragi wussten. Zu der Zeit gründeten Yuki, Hiiragi und Yagi eine Band mit Yuki an der Gitarre. Nach dem Wechsel an die Oberschule war Mafuyu von den anderen getrennt und eines Tages kam es plötzlich zu einem heftigen Streit zwischen den beiden. Zwei Tage später fand Mafuyu Yuki, der große Mengen Alkohol getrunken hatte und daran starb. Von dessen Eltern erhielt Mafuyu, der Musik immer liebte, Yukis Gitarre.
Die Gefühle gegenüber Yuki und dessen Tod möchte Mafuyu mitteilen, kann sie aber noch selbst nicht verstehen. Zur gleichen Zeit wird Ritsuka klar, dass ihn nicht nur Mafuyus Gesang inspiriert, sondern er sich in ihn verliebt hat. Akihiko bestärkt ihn, dazu zu stehen, und verrät, dass er selbst schwul ist. Er lebt mit seinem früheren Geliebten zusammen in einer Wohngemeinschaft, dem erfolgreichen Geiger Ugetsu Murata. Erst zum Auftritt singt Mafuyu dann zur Überraschung aller erstmals das Lied von seinen Gefühlen und dem plötzlichen Verlust. Das Publikum, auch Mitschüler sowie Hiiragi und Yagi sind gekommen, und die anderen Bandmitglieder sind überwältigt. Im Anschluss an das Stück folgt Ritsuka seinen Gefühlen und küsst Mafuyu. Als sie später miteinander sprechen, ist Hiiragi froh, dass Mafuyu Yukis Tod verarbeitet und sich neu verliebt hat. Am nächsten Tag liegt Mafuyu jedoch mit Fieber zu Hause und Ritsuka macht sich Vorwürfe, ihn erschreckt zu haben. Doch bei einem gemeinsamen Ausflug gestehen sie sich ihre gegenseitige Liebe ein und bitten sogleich Haruki und Akihiko um Erlaubnis, eine Beziehung in der Band führen zu können, und erhalten deren Segen.
In der Zeit will die Band ihre Bekanntheit steigern und weitere Auftritte bekommen. Besonders Mafuyu ist motiviert und trifft sich auch mit Akihiko und Ugetsu, um sich von deren musikalischem Talent und Interessen inspirieren zu lassen. Während es den beiden Geliebten gut geht, ist Haruki sich unsicher ob er auch Engagements in anderen Bands annehmen soll und Akihiko kommt in eine Krise, da er über die Liebe zu seinem Mitbewohner nicht hinweg kommt, sie aber auch nicht zusammen sein können. Schließlich verlässt er ihn im Streit und geht zu Haruki. Akihiko offenbart ihm, dass er schon lange weiß, dass Haruki ihn liebt, und beide haben Sex. Doch Haruki fühlt sich nur ausgenutzt und beide zerstreiten sich, worunter bald auch die Band leidet. Doch Akihiko bleibt bei ihm wohnen, übernimmt wie schon bei Ugetsu die Haushaltsarbeit und beide leben nebeneinanderher. Langsam öffnen sie sich einander wieder, auch die Beziehung von Mafuyu und Ritsuka entwickelt sich weiter und die Stimmung in der Band bessert sich. Die Freunde bereiten sich auf einen kommenden Band-Wettbewerb vor, an dem auch die Band von Hiiragi und Yagi teilnimmt. Mafuyu schreibt für den Wettbewerb ein neues Lied, in dem er nun seine neu gewonnene Hoffnung besingt. Er hat sich von seinen Freunden und vor allem Ugetsus Können inspirieren und seine Liebe für Musik entflammen lassen. Auch Akihiko hat diese neu entdeckt. Er zieht bei Haruki wieder aus, verabschiedet sich endgültig von Ugetsu und konzentriert sich auf sein lange vernachlässigtes Musikstudium. Nachdem er dann beim Studium wieder weiterkommt und ein geregeltes Leben führt, gesteht Akihiko Haruki seine Liebe.

## Veröffentlichung
Der Manga erschien zwischen April 2013 und März 2023 im Magazin Cheri+ beim Verlag Shinshokan. Dieser brachte den Manga auch in insgesamt neun Sammelbänden heraus. Egmont Manga veröffentlichte die Serie in einer Übersetzung von Claudia Peter vollständig zwischen Mai 2018 und Mai 2024 auf Deutsch. Eine englische Übersetzung erscheint bei SuBLime, eine spanische bei Milky Way Ediciones. 
| Band | Japanisch        | Japanisch           | Deutsch          | Deutsch                |
| Band | Veröffentlichung | ISBN                | Veröffentlichung | ISBN                   |
| ---- | ---------------- | ------------------- | ---------------- | ---------------------- |
| 1    | 3. Mai 2018      | ISBN 978-4403664496 | 3. Mai 2018      | ISBN 978-3-7704-9857-4 |
| 2    | 5. Juli 2018     | ISBN 978-4403665035 | 5. Juli 2018     | ISBN 978-3-7704-9858-1 |
| 3    | 6. Sep. 2018     | ISBN 978-4403665615 | 6. Sep. 2018     | ISBN 978-2-3750-6066-7 |
| 4    | 2. Nov. 2018     | ISBN 978-4403666148 | 2. Nov. 2018     | ISBN 978-3-7704-9983-0 |
| 5    | 1. Aug. 2019     | ISBN 978-4403666742 | 1. Aug. 2019     | ISBN 978-3-7704-9984-7 |
| 6    | 2. Juni 2021     | ISBN 978-4403667367 | 2. Juni 2021     | ISBN 978-3-7704-2758-1 |
| 7    | 10. Sep. 2022    | ISBN 978-4403667824 | 10. Sep. 2022    | ISBN 978-3-7704-4337-6 |
| 8    | 10. Okt. 2023    | ISBN 978-4403668340 | 10. Okt. 2023    | ISBN 978-3-7555-0236-4 |
| 9    | 1. Sep. 2023     | ISBN 978-4403668807 | 7. Mai 2024      | ISBN 978-3-7555-0384-2 |

## Hörspiel
Bei Dice Entertainment erscheint eine bei Crown Works produzierte Hörspielserie zum Manga. Seit Februar 2016 kamen fünf Teile heraus.

## Anime-Adaptionen

### Fernsehserie
Beim Studio Lerche entstand eine Adaption des Mangas als Anime-Serie für das japanische Fernsehen. Das Drehbuch schrieb Yuniko Ayana und Regie führte Hikaru Yamaguchi. Mina Ōsawa entwarf das Charakterdesign und die künstlerische Leitung lag bei Kohei Honda. Die verantwortlichen Produzenten waren Akitoshi Mori und Miho Matsumoto.
Die 11 Folgen der Serie wurden erstmals vom 11. Juli bis 19. September 2019 von Fuji TV im Programmblock Noitamina gezeigt. Die Streaming-Plattform Crunchyroll veröffentlichte den Anime parallel dazu international, unter anderem mit deutschen und englischen Untertiteln.

### Film
Am 19. September 2019 wurde ein 59-minütiger Kinofilm als direkter Nachfolger der Anime-Fernsehserie angekündigt. Der Film entstand erneut beim Studio Lerche unter der Regie von Hikaru Yamaguchi. Verantwortlich für die Produktion war das damals neu gegründete Boys-Love-Filmlabel Blue Lynx. Als ursprünglicher Starttermin in den japanischen Kinos war der 16. Mai 2020 angekündigt, dieser musste aufgrund der COVID-19-Pandemie jedoch auf den 22. August 2020 verschoben werden. Der Anime-Streamingservice Crunchyroll sicherte sich die internationalen Rechte und kündigte den Film im Oktober 2020 an und veröffentlichte ihn am 2. Februar 2021 um 04:00 Uhr CET mit Untertiteln auf der Plattform.

### Original Video Animation
Am 1. Dezember 2021 wurde der 22 Minuten lange Kurzfilm Given: Uragawa no Sonzai auf Japanisch als Original Video Animation veröffentlicht. Er entstand erneut bei Studio Lerche. Regie führte Akiyo Ohashi und das Drehbuch schrieb Yuniko Ayana. Während für das Charakterdesign wieder bei Mina Ōsawa lag, war Hikaru Honda für die künstlerische Leitung verantwortlich. Seit 13. Juni 2022 gibt es bei Crunchyroll eine Veröffentlichung mit deutschen und englischen Untertiteln unter dem Titel Given: On the Other Hand.

### Synchronisation
| Rolle            | japanischer Sprecher (Seiyū) | deutscher Sprecher |
| ---------------- | ---------------------------- | ------------------ |
| Mafuyu Sato      | Shōgo Yano                   | Nicolás Artajo     |
| Ritsuka Uenoyama | Yūma Uchida                  | Jannik Endemann    |
| Haruki Nakayama  | Masatomo Nakazawa            | Rainer Fritzsche   |
| Akihiko Kaji     | Takuya Eguchi                | Nico Sablik        |
| Shougo Itaya     | Kengo Takanashi              | Tim Schwarzmaier   |
| Ryou Ueki        | Hirosato Amano               | Fabian Oscar Wien  |
| Yayoi Uenoyama   | Yuu Shimamura                | Birte Baumgardt    |
| Ayano Kasai      | Ayaka Asai                   | Lisa May-Mitsching |
| Kouji Yatake     | Ryaouta Takeucho             | Marios Gavrilis    |
| Hiiragi Kashima  | Fumiya Imai                  | Sebastian Kluckert |
| Shizusumi Yagi   | Taito Ban                    | Tim Knauer         |
| Ugetsu Murata    | Shintarou Asanuma            | Jeffrey Wipprecht  |

### Musik
Die Musik der Serie und der Filme wurde komponiert von Michiru. Das Vorspannlied ist Kizuato, gespielt von centimillimental. Der Abspann wurde unterlegt mit dem Lied Marutsuke, das von den Sprechern der Protagonisten gesungen wurden.